# 1957
| 1957                                                                     |
| ------------------------------------------------------------------------ |
| Dødsfald - Fødsler                                                       |
| • Begivenheder • Film • Litteratur • Musik • Politik • Sport • Videnskab |

| Gregoriansk kalender | 1957 MCMLVII            |
| Ab urbe condita      | 2710                    |
| Armensk kalender     | 1406 ԹՎ ՌՆԶ             |
| Kinesiske kalender   | 4653 – 4654 丙申 – 丁酉 |
| Etiopisk kalender    | 1949 – 1950             |
| Jødisk kalender      | 5717 – 5718             |
| Hindukalendere       |                         |
| - Vikram Samvat      | 2012 – 2013             |
| - Shaka Samvat       | 1879 – 1880             |
| - Kali Yuga          | 5058 – 5059             |
| Iransk kalender      | 1335 – 1336             |
| Islamisk kalender    | 1377 – 1378             |

Konge i Danmark: Frederik 9. 1947-1972
Se også 1957 (tal)

## Begivenheder
- Danmarks første datamat DASK kommer til verden
- De seks underskriver Rom-traktaten og skaber dermed Det Europæiske Fællesmarked og Det Europæiske Atomenergifællesskab; Starten på EU

### Januar
- 18. januar - den første nonstop flyvning jorden rundt bliver foretaget. Under kommando af generalmajor Archie J. Old gennemfører en Boeing B-52 Stratofortress den første non-stop jordomflyvning. Flyvetiden er 45 timer og 19 minutter for de ca. 39.000 km.

### Marts
- 6. marts - Ghana får sin uafhængighed fra Storbritannien
- 6. marts - Israel afslutter sin tilbagetrækning fra Sinai

### April
- 1. april - Folkepensionen indføres i Danmark

### Maj
- 1. maj - radioværten Larry King sender for første gang
- 12. maj - en fodboldkamp mellem et udvalgt hold fra Amerika og Hapoel FC går i historiebøgerne, da det er Marilyn Monroe der sparker kampen i gang

- 14. maj – Folketingsvalg i Danmark. H.C. Hansen (S) fortsætter som statsminister, men efter et mindre socialdemokratisk mandattab kommer Det Radikale Venstre og Danmarks Retsforbund nu med i regering
- 15. maj - Englands første brintbombe bringes til sprængning i luften over Malden Island 675 km sydøst for Juleøen i Stillehavet kl. 19:37 (GMT)

### Juni
- 15. juni - Indiens premierminister Jawaharlal Nehru kommer på statsbesøg i Danmark

### Juli
- 11. juli - Leroy Burney sammenkæder lungekræft med rygning

### August
- 15. august - et russisk passagerfly af typen Ilyushin 14 styrter ned i Københavns Havn, efter at have ramt H.C. Ørstedsværkets skorsten. Alle ombordværende, 18 passagerer og 5 besætningsmedlemmer, omkommer ved ulykken.[1][2]
- 31. august - Malaysia opnår selvstændighed

### September
- 4. september - ni sorte studenter forsøger uden held at komme ind på Central High School i Little Rock i Arkansas, som hidtil har været forbeholdt hvide elever. Guvernøren tilkalder nationalgarden. Til sidst må præsident Eisenhower sende tropper fra 101st Airborne Division
- 24. september - Præsident Eisenhower indsætter føderale faldskærmstropper i Little Rock i Arkansas for at sikre, at sorte studerende kan få adgang til uddannelsesinstitutioner tidligere forbeholdt hvide studerende

### Oktober
- 4. oktober – Opsendelse af den første kunstige satellit, Sputnik 1 fra Bajkonur-kosmodromen i Sovjet (nuværende Kasakhstan).
- 7. oktober – Atomuheldet ved Windscale (i dag omdøbt til Sellafield) i England, begyndte som en rutinemæssig nedlukning af reaktoren på the Cumberland power station, endte med at blive det hidtil værste radioaktive udslip. Udslippet, som først kom under kontrol den 12. oktober
- 8. oktober - ved en brand i et atomkraftanlæg i Windscale nord for Liverpool i England spredes radioaktivt stof over store dele af England
- 11. oktober - Jodrell Bank-teleskopet, som er designet af Bernard Lovell, tages i brug.

### November
- 3. november - Sovjetunionen opsender Sputnik 2 med det første dyr i rummet: Hunden Laika
- 17. november – En Vickers Viscount-maskine med indregistrering G-AOHP fra British European Airways nødlander ved Ballerup efter en fejl på alle tre motorer under indflyvning til Kastrup Lufthavn. Årsagen er en fejl ved flyets antioverisningssystem.

## Født

### Januar
- 1. januar - Kim Utzon, dansk arkitekt.
- 1. januar – Karen Pence, amerikansk vicepræsidentfrue.
- 10. januar - Carsten Hansen, dansk folketingsmedlem.
- 11. januar - Bryan Robson, engelsk fodboldspiller og -manager.
- 12. januar – John Lasseter, amerikansk tegnefilmsinstruktør.
- 12. januar – Camilla Christensen, dansk forfatter og journalist.
- 15. januar - Peter Ove Christensen, professor ved Aarhus Universitet.
- 19. januar – Peter Aude, dansk skuespiller.
- 20. januar – Alu Alkhanov, tjetjensk politiker og præsident.
- 23. januar – Caroline, prinsesse af Monaco.
- 28. januar - Viggo Sommer, dansk musiker i “De Nattergale”.
- 31. januar – Henrik Dam Kristensen, dansk politiker og tidligere socialminister.

### Februar
- 17. februar – Lars Brygmann, dansk skuespiller.

### Marts
- 6. marts – Ida Dwinger, dansk skuespillerinde.
- 10. marts – Osama Bin Laden, saudiarabisk terrorist (død 2011).
- 11. marts – Qassem Soleimani, generalmajor i den iranske Revolutionsgarde (død 2020).
- 15. marts – Thomas Eje, dansk skuespiller og entertainer.
- 24. marts - Peter Langdal, dansk sceneinstruktør.
- 27. marts - Stephen Dillane, engelsk skuespiller.
- 28. marts - Peter Asmussen, dansk forfatter (død 2016).

### April
- 12. april – Jens Folmer Jepsen, dansk forfatter, filminstruktør, radiovært og direktør for Aarhus Festuge (død 2024).
- 24. april – Lars Physant, dansk maler.
- 26. april – Jørn Stjerneklar, dansk fotograf og journalist.
- 28. april – Tøger Seidenfaden, dansk chefredaktør (død 2011).
- 29. april – Daniel Day-Lewis, engelsk skuespiller.

### Maj
- 11. maj – Søren Østergaard, dansk skuespiller.
- 17. maj – Peter Høeg, dansk forfatter.
- 20. maj – Yoshihiko Noda, japansk politiker.
- 22. maj – Lisa Murkowski, amerikansk politiker.
- 29. maj – Ted Levine, amerikansk skuespiller.

### Juni
- 14. juni – Sten Byriel, dansk operasanger.
- 19. juni – Anna Lindh, svensk politiker (død 2003).
- 23. juni – Frances McDormand, amerikansk skuespillerinde.

### Juli
- 4. juli – J. Christian Ingvordsen, dansk/amerikansk filminstruktør.
- 21. juli – Stefan Löfven, svensk statsminister.
- 28. juli – Asbjørn Riis, dansk wrestler.
- 29. juli – Fumio Kishida, japansk politiker.

### August
- 9. august – Melanie Griffith, amerikansk skuespillerinde.
- 16. august – Elisabeth Gjerluff Nielsen, dansk sanger og forfatter (død 2022).
- 18. august – Carole Bouquet, fransk skuespillerinde.
- 24. august – Stephen Fry, engelsk skuespiller.
- 31. august – Hanne Boel, dansk sangerinde.

### September
- 11. september – Preben Elkjær, dansk fodboldspiller.
- 27. september – Rune T. Kidde, dansk forfatter (død 2013).

### Oktober
- 5. oktober – Bernie Mac, amerikansk skuespiller og komiker (død 2008).
- 13. oktober – Erling Halfdan Stenby, dansk kemiker.
- 17. oktober – Kim Andersen, dansk folketingsmedlem.
- 25. oktober – Nancy Cartwright, amerikansk skuespillerinde (The Simpsons).
- 29. oktober – Dan Castellaneta, amerikansk skuespiller (The Simpsons).

### November
- 17. november – Helle Lykke Nielsen, dansk forfatter og lektor ved Syddansk Universitet
- 20. november - Goodluck Jonathan, nigeriansk politiker.

### December
- 10. december – Michael Clarke Duncan, amerikansk skuespiller (død 2012).
- 13. december – Jens Jørn Spottag, dansk skuespiller.
- 13. december – Steve Buscemi, amerikansk skuespiller.
- 28. december – Jakob Stegelmann, dansk tv-redaktør og -vært.
- Andrei Kolkoutine, russisk maler.
- Lise Malinovsky, dansk maler.

## Dødsfald

### Januar
- 6. januar – Viggo Larsen, dansk filminstruktør og skuespiller (født 1880).
- 9. januar – Eva Heramb, dansk skuespiller (født 1899).
- 10. januar – Gabriela Mistral, chilensk forfatter og nobelprismodtager (født 1889).
- 14. januar – Humphrey Bogart, amerikansk skuespiller (født 1899).

### Februar
- 8. februar - Walther Bothe, tysk fysiker og nobelprismodtager (født 1891).
- 8. februar – John von Neumann, ungarsk-amerikansk matematiker (født 1903).
- 10. februar – Laura Ingalls Wilder, amerikansk forfatter (født 1867).
- 12. februar – Johannes Anker Larsen, dansk forfatter, skuespiller og sceneinstruktør (født 1874).
- 18. februar - Henry Norris Russell, amerikansk astronom (født 1877).
- 26. februar – Roger Vercel, fransk forfatter (født 1894).

### Marts
- 14. marts – Eugenio Castellotti, italiensk racerkører (født 1930).
- 16. marts – Constantin Brâncuși, rumænsk billedhugger (født 1876).
- 21. marts – Emanuel Gregers, dansk filminstruktør og manuskriptforfatter (født 1881).

### April
- 14. april – Thorvald Madsen, dansk læge, bakteriolog og direktør (født 1870).
- 18. april - Jens Laursøn Emborg, dansk organist og komponist (født 1876).

### Maj
- 2. maj – Joseph McCarthy, amerikansk politiker (født 1908).
- 14. maj – Thit Jensen, dansk forfatter (født 1876).
- 15. maj – Keith Andrews, amerikansk racerkører (født 1920).
- 21. maj – Jens Søndergaard, dansk maler (født 1895).
- 26. maj – Peter Boas Bang, dansk ingeniør og fabrikant (født 1900).
- 29. maj - James Whale, britisk filminstruktør (født 1889).

### Juni
- 9. juni – Aksel Jørgensen, dansk maler og professor (født 1883).
- 14. juni – Axel Boesen, dansk skuespiller (født 1879).
- 17. juni – Olaf Rude, dansk maler og professor (født 1886).
- 21. juni – Johannes Stark, tysk fysiker og nobelprismodtager (født 1874).

### Juli
- 26. juli – Henry Hellssen, dansk journalist og redaktør (født 1888).

### August
- 5. august - Heinrich Otto Wieland, tysk kemiker og nobelprismodtager (født 1877).
- 7. august – Oliver Hardy, amerikansk skuespiller ("Gokke") (født 1892).
- 16. august - Irving Langmuir, amerikansk kemiker og nobelprismodtager (født 1881).
- 17. august - Henrik Hauch, dansk politiker og minister (født 1876).
- 28. august – Erik Tuxen, dansk kapelmester (født 1902).

### September
- 2. september – Peter Freuchen, dansk opdagelsesrejsende (født 1886).
- 7. september – Svenning Rytter, dansk politiker og minister (født 1875).
- 12. september – Vilhelm Bjerke Petersen, dansk maler og kunsthistoriker (født 1909).
- 19. september – Edvard Persson, svensk skuespiller (født 1888).
- 20. september - Jean Sibelius, finsk komponist (født 1865).
- 21. september – Haakon 7., norsk konge (født 1872).

### Oktober
- 24. oktober – Christian Dior, fransk modeskaber (født 1905).
- 25. oktober - Albert "The Mad Hatter" Anastasia, amerikansk gangster (født 1902).
- 26. oktober - Ralph Benatzky, østrigsk komponist (født 1884).
- 26. oktober - Gerty Cori, amerikansk biokemiker og nobelprismodtager (født 1896).
- 28. oktober – Ernst Gräfenberg, tysk gynækolog (født 1881).
- 29. oktober – Louis B. Mayer, amerikansk filmproducer og direktør (født 1884).

### November
- 3. november - Wilhelm Reich, østrigsk psykoterapeut (født 1897).
- 5. november - Bjørn Kornerup, dansk kirkehistoriker (født 1896).
- 24. november – Diego Rivera, mexicansk maler (født 1886).
- 29. november - Erich Wolfgang Korngold, østerrigsk musiker (født 1897).
- 30. november – Beniamino Gigli, italiensk operasanger (født 1890).

### December
- 21. december – Eric Coates, engelsk komponist og dirigent (født 1886).
- 29. december – Inger Lassen, dansk skuespillerinde (født 1911).
- 29. december – Oscar Matthiesen, dansk figurmaler og professor (født 1861).

## Nobelprisen
- Fysik – Tsung-Dao Lee
- Kemi – Lord Alexander R. Todd
- Medicin – Daniel Bovet
- Litteratur – Albert Camus
- Fred – Lester Bowles Pearson (Canada), præsident for den 7. FN-samling.

## Sport
- AGF dansk mester i fodbold for tredje år i træk.
- Ryder Cup, golf – Storbritannien 7½-USA 4½
- 23. januar – Walter Frederick Morrison sælger rettighederne til at fremstille og markedsføre sin Pluto-tallerken til legetøjsvirksomheden Wham-O, der året efter omdøber den til det efterhånden mundrette Frisbee.
- 18. april – AGF vinder DBU's Landspokalturnering for anden gang med en sejr på 2-0 over Esbjerg fB.
- 13.-20. juli: Indendørs-VM i håndbold for kvinder afholdes for første gang med Tjekkoslovakiet som vinder – Danmark bliver nr. 5.
- Jacques Anquetil vinder sin første af i alt fem Tour de France-sejre.
- 7. november - Den 23-årige Mogens Palle arrangerer sit første boksestævne. Stævnet arrangeres i samarbejde med faderen Thorkild Palle og afvikles i KB-Hallen med Martin Hansen og Christian Christensen som hovednavne.

## Musik
- 3. marts – Eurovision Song Contest afholdes i Frankfurt am Main. Vinder bliver hollandske Corry Brokken med "Net als toen". Danmark deltager for første gang, og Birthe Wilke og Gustav Winckler med "Skibet skal sejle i nat" bliver nummer tre.
- 26. september – Musicalen West Side Story med musik af Leonard Bernstein har premiere på Broadway i New York City.
- 6. Juli - John Lennon og Paul McCartney møder for første gang hinanden.

### Pladeudgivelser
- Jerry Lee Lewis: Great Balls of Fire
- Little Richard: Tutti Frutti
- Paul Anka: Diana

## Film
- Broen over floden Kwai (David Lean) – vinder Oscar for bedste film.
- Ingen tid til kærtegn (Annelise Hovmand) – vinder Bodilprisen for bedste danske film.
- Det syvende segl (Ingmar Bergman)

## Bøger
- Kritikerprisen uddeles for for første gang og tilfalder Karen Blixen og Per Lange.
- Dr. Zhivago – Boris Pasternak
- Lolita – Vladimir Nabokov (dansk udgivelse)
- Og verden skælvede – Ayn Rand
- De nøgne træer – Tage Skou-Hansen
- Navarones kanoner – Alistair MacLean